# 浙江省文物考古研究所
浙江省文物考古研究所成立于1979年，是浙江省文化厅下属公益一类事业单位，正处级，现任所长刘斌。主要职能为负责浙江全省范围内文物资源的考古调查、勘探、发掘、保护、研究、咨询评估、规划监测及相关业务培训等工作。其前身为1950年成立的浙江省文物管理委员会调查组。

## 历史
1950年浙江省文物管理委员会成立。1962年至1972年，与浙江省博物馆历史部合署办公。至1979年5月，浙江省编制委员会批复同意浙江省文物管理委员会拟成立浙江省文物考古所。同年12月，浙江省博物馆历史部大部分专业人员为骨干力量组建了浙江省文物考古所。至1986年更名为浙江省文物考古研究所。